# Communauté de communes du Périgord vert
La communauté de communes du Périgord vert est une ancienne communauté de communes française située dans le département de la Dordogne, en région Aquitaine.

## Historique
La communauté de communes du Périgord vert a été créée le 26 décembre 1995 avec cinq communes, pour une prise d'effet au 1er janvier 1996.
Elle s'est agrandie le 7 décembre 2001 avec l'arrivée de Mialet qui la quitte le 1er janvier 2013 pour rejoindre la communauté de communes du Pays de Jumilhac-le-Grand.
Par arrêté no 12 1325 du 6 décembre 2012, un projet de fusion est envisagé entre la communauté de communes du Périgord vert et celle du Périgord Nontronnais. La nouvelle entité, créée par l'arrêté préfectoral no 2013147-010 du 27 mai 2013, lui-même complété par l'arrêté no 2013282-0001 du 9 octobre 2013, porte le nom de communauté de communes du Périgord vert nontronnais et prend effet le 1er janvier 2014.

## Composition
En 2013, la communauté de communes du Périgord vert regroupait cinq des sept communes du canton de Saint-Pardoux-la-Rivière (Firbeix et Mialet en étaient absentes) :
1. Champs-Romain
2. Milhac-de-Nontron
3. Saint-Front-la-Rivière
4. Saint-Pardoux-la-Rivière
5. Saint-Saud-Lacoussière

## Politique et administration
| Période                                  | Période       | Identité          | Étiquette | Qualité                                          |
| ---------------------------------------- | ------------- | ----------------- | --------- | ------------------------------------------------ |
| janvier 1996                             | avril 2001    | Georges Colas     | DVG       | Maire de Saint-Pardoux-la-Rivière                |
| avril 2001                               | avril 2008    | Francis Leblanc   | SE        | Maire de Milhac-de-Nontron                       |
| avril 2008                               | décembre 2013 | Jean-Michel Faure |           | Conseiller municipal de Saint-Pardoux-la-Rivière |
| Les données manquantes sont à compléter. |               |                   |           |                                                  |

## Compétences
- Action sociale
- Aménagement rural
- Environnement
- Programme d'aménagement d'ensemble et détermination des secteurs d'aménagement au sens du code de l'urbanisme
- Tourisme
- Traitement des déchets des ménages et déchets assimilés
- Zones d'activités industrielle, commerciale, tertiaire, artisanale ou touristique

### Sources
- Le SPLAF (Site sur la Population et les Limites Administratives de la France)
- La base ASPIC de la Dordogne - (Accès des Services Publics aux Informations sur les Collectivités)